# Thiès Est
Thiès Est est l'une des trois communes d'arrondissement de la ville de Thiès, dans l'ouest du Sénégal.
Elle a été créée en novembre 2008.
Elle fait partie de l'arrondissement de Thiès Sud.